# Logotipo
O logotipo, logótipo, ou logomarca normalmente abreviado logo, é a representação gráfica personalizada do nome de uma empresa ou de um produto/marca, identificando-o de forma única no mercado, que pode ser formado por um conjunto letras e símbolos, especialmente desenhada com uma tipografia personalizada. Essa peça de design dentro do marketing e da identidade visual é considerado uma das que possuem maior importância.
Se no logotipo há a presença de elementos tipográficos, no logo, a imagem pode ser composta exclusivamente por elementos gráficos (figurativos ou não-figurativos). Existem ainda símbolos híbridos como, por exemplo, o logo da Wikipédia, que conta com a imagem de um globo a ser montado e tipos.

## Definições
Logotipo é uma assinatura institucional, a representação gráfica de uma marca. Por isso, ela geralmente está presente nas peças gráficas e digitais de uma empresa. Como toda a assinatura, o logotipo segue um padrão visual que o torna reconhecido. 
O uso correto do logotipo é uma ação que pode reforçar a imagem de uma empresa. 

Logomarca/logotipo de um monumento histórico na França

A Sony, exibe sua marca por meio do logotipo, prescindindo da utilização de qualquer outro elemento gráfico adicional (símbolo). Ao contrário da Sony, a Wikipédia, utiliza simultaneamente um símbolo (um quebra-cabeças em formato de globo) e um logotipo (caracterizado pela própria palavra "Wikipédia" escrita com a fonte Linux Libertine).
O símbolo e o logotipo são formas de grafar a marca, de torná-la visualmente tangível.— Escorel

## Logotipo
No sentido lato, o termo pode ser usado como o conjunto formado pela representação gráfica do nome de determinada marca, em letras de traçado específico, fixo e característico (logotipo) e seu símbolo visual (figurativo ou emblemático), o que, por extensão de sentido, pode ser entendido como a representação visual de qualquer marca.
Há quem considere logomarca um termo que não possui a necessária precisão, mas a aceitação do significado, pelos dicionários e sua ampla utilização entre os profissionais e organizações, transcende os limites da pura reflexão acadêmica.
A palavra logos, do grego, significa conhecimento e também palavra. Embora a etimologia coloque como correlato mais apurado de logos, em português, os termos estudo ou lógica, "logomarca" acaba assumindo o significado de "palavra-marca" o que, num estudo linguístico, pode não fazer sentido. Parte dos designers e profissionais da área, usam o termo "logomarca" por seu suposto caráter mais abrangente.